# Erika Raphael
Erika Anna Luise Raphael (* 18. Dezember 1910 in Schöneberg; † 2. November 2006 in Wiesbaden) war eine deutsche Schauspielerin.

## Leben und Wirken
Die Tochter des Kaufmanns Paul Raphael und seiner Frau Dorothea, geb. Schleipfer, hatte zunächst Theater in Elberfeld, Köln und Berlin (Deutsches Künstlertheater) gespielt, ehe sie im Alter von 20 Jahren mit einer kleinen Rolle als namenloser weiblicher Internatszögling in Leontine Sagans legendärem Filmklassiker Mädchen in Uniform erstmals vor die Kamera geholt wurde. Ab 1934 reihte die Künstlerin bis unmittelbar nach Kriegsbeginn im September 1939 Film auf Film, ohne dabei allerdings über den Rang einer Interpretin von Episodenrollen herauszukommen.
Ende 1937 heiratete Erika Raphael den Fotografen und Kameramann Arthur von Schwertführer und zog sich bald darauf ins Privatleben zurück. Ab 1949 lebte sie mit ihrer Familie in Wiesbaden. Zuletzt im Seniorenheim am Riederberg wohnhaft, starb sie hochbetagt im Jahr 2006.
Erika Raphaels ältere Schwester war die ebenfalls in den 1930er-Jahren als Kleindarstellerin beim Film tätig gewesene Dolly Raphael.

## Filmografie
- 1931: Mädchen in Uniform
- 1934: Wir parken, wo es uns gefällt
- 1934: Glückspilze
- 1935: Die Heilige und ihr Narr
- 1935: Das Mädchen vom Moorhof
- 1936: Der schüchterne Casanova
- 1936: Guten Abend – gute Nacht (Kurzfilm)
- 1936: Maria, die Magd
- 1936: Standesamt 10.15 Uhr (Kurzfilm)
- 1937: Die Seitensprünge des Herrn Blohm (Kurzfilm)
- 1937: Mein Sohn, der Herr Minister
- 1937: Liebe kann lügen
- 1937: Heimweh
- 1937: Brillanten
- 1937: Steckbrief 606 (Kurzfilm)
- 1938: Der Schein trügt (Kurzfilm)
- 1938: Capriccio
- 1939: Renate im Quartett
- 1939: Rote Mühle